# Fork in the Road
Fork in the Road — тридцать первый студийный альбом канадского автора-исполнителя Нила Янга, изданный в 2009 году.

## Об альбоме
На создание альбома под названием Fork in the Road (рус. Развилка) Янга вдохновил его собственный Lincoln Continental 1959 года, переоборудованный под использование экологически чистого топлива. Автомобиль, модифицированный Нилом и механиком Джонатаном Гудвином, получил новое имя LincVolt. Fork in the Road представляет собой концептуальный альбом, рассматривающий вопрос пагубного влияния автомобильной промышленности на климат, в контексте глобального экономического кризиса. Одноимённая с альбомом песня была номинирована на премию «Грэмми» в категории «Лучшее сольное вокальное рок исполнение».

## Отзывы
Альбом был принят критиками неоднозначно. Уилл Гермес из Rolling Stone описал его как «грязный, смешной и местами довольно сумасшедший, например когда Янг рычит „Cough up the bucks!“ (рус. Выкашляй свои баксы!)». Рецензенты The Observer и musicOMH Каспар Смит и Скотт Синклер в целом согласились с мнением Гермеса. Альбом занял 19 место в чарте Billboard 200 и 15 место в канадском альбомном чарте.

## Список композиций
| №   | Название               | Длительность |
| --- | ---------------------- | ------------ |
| 1.  | «When Worlds Collide»  | 4:14         |
| 2.  | «Fuel Line»            | 3:11         |
| 3.  | «Just Singing a Song»  | 3:31         |
| 4.  | «Johnny Magic»         | 4:18         |
| 5.  | «Cough Up the Bucks»   | 4:38         |
| 6.  | «Get Behind the Wheel» | 3:08         |
| 7.  | «Off the Road»         | 3:22         |
| 8.  | «Hit the Road»         | 3:36         |
| 9.  | «Light a Candle»       | 3:01         |
| 10. | «Fork in the Road»     | 5:47         |